# 川端嘉人
川端 嘉人（かわばた よしひと、1954年（昭和29年） - ）は、日本の現代美術アーティストで経営者。缶詰バー「mr.kanso」を展開する「クリーン･ブラザーズ」の創業者で、サバ缶など缶詰ブームの先駆けにもなった。

## 来歴・人物
1954年（昭和29年）大阪市の船場の繊維問屋に生まれる。大阪府立清水谷高等学校卒業、京都市立芸術大学美術学部陶器科卒業。
1983年（昭和58年）関西の老舗現代美術系画廊「信濃橋画廊」（大阪市西区）で個展を開く。素材を大胆に構成した立体造形、例えば、氷を約20トン敷き詰め、その上に鉄の塊3トンを置いたり、ギャラリーの床をはがし、敷地の地面に穴を掘る、といった作品で「常に見る人を驚かせて」国内・外国で活躍している。1996年（平成8年）大阪府の国際交流アーティストとしてドイツ連邦に派遣、デュッセルドルフ市の運営「アトリエ・アム・エック」（ART-EX Atelier am Eck）にて招待展も開いた。
1998年（平成10年）「クリーン・ブラザーズ清掃プロジェクト」を開始。当時、オフィスビル管理の仕事をしていた船場・堺筋本町界隈のビルで、ビル共用部を清掃すれば、空室をアトリエやギャラリーとして使える仕組みを考案。「アート活動の自給自足を行う団体」として芸術家集団「クリーン・ブラザーズ」を旗揚げ、「仕事として清掃を始めた」（2000年に法人化）。
これを発展させ、以後、川端は若い芸術家の支援を行う。都心のビルにアトリエを開きたい若い芸術家と、バブル景気崩壊で空室が増えて清掃など経費を減らしたい都心のビルの需要をつなぎ、「清掃委託料とアトリエの家賃の差額が、若いアーティストの展覧会経費となる」。
背景として、日本の若い芸術家の苦しい環境がある。作品を発表の際、「レンタルギャラリーを借りなければなら」ぬ上、美術大学など卒業後に「制作のための（広い）場所を確保するのは困難」な現状。そこで、「若いアーティストがうまくスペースを確保する方法」を考えた結果、川端は1999年、倉庫業大手の住友倉庫グループと共同事業として、創作実験スペース兼ギャラリー「SUMISO」（大阪市西区南堀江）を開設。倉庫1階の資材置き場や築港赤レンガ倉庫（大阪市港区海岸通）、ユニバーサル・スタジオ・ジャパン（USJ）スタッフ宿舎などで労務を提供した美術系学生らが、SUMISO倉庫2階で作品を制作・展示できる仕組み。写真家で成安造形大学客員教授の澤田知子も、この「SUMISO」を拠点して活動した。
2000年（平成12年）には、住友倉庫の倉庫を改修し「海岸通ギャラリー・CASO（Contemporary Art Space Osaka、かそ）」（港区海岸通）開設、その運営を手がける。築30年の鉄骨造の倉庫を改修。民間で最大規模の現代美術のためのレンタルスペースとなった。
2002年7月、クリーン・ブラザーズ社として缶詰バー「mr.kanso（ミスター・カンソ）」第１号店を南堀江に開店した。きっかけは前年2001年、道頓堀川沿いの橋の袂にある空き地について住友倉庫からの依頼で、再開発予定だが防犯面もあり、店舗として営業、活用を求めていた。当初、川端は生家である繊維問屋の延長でファッション関係や飲食業などの出店を考えるうち、幼少期「ごちそうだったコンビーフの缶詰」を思い出し、これまで倉庫を賑わいの場に変えてきた手腕を生かし、酒のアテは缶詰だけという「缶詰バー」を発案。缶詰なら食品ロスが少ない上、ドラム缶をテーブル代わりに置くという、店名の名の元となった缶詰倉庫の簡素な雰囲気が「新し物好きの大阪の若者に、すごく受けた」ため、缶詰バーの全国展開も始めた。
2011年クリーン・ブラザーズ代表取締役社長職を、長男の川端啓嗣に譲り、同社会長に就任した。